# Relaciones Estados Unidos-Palaos
Las relaciones Estados Unidos-Palaos son las relaciones diplomáticas entre Estados Unidos y Palaos. Palau tiene una embajada en Washington D. C., mientras que Estados Unidos tiene una embajada en Koror. El actual embajador de Estados Unidos en Palau es Amy J. Hyatt

## Historia
Las relaciones entre Palau y Estados Unidos son fuertes, y las dos naciones cooperan en varios temas. Palau es un estado soberano en  asociación libre con los Estados Unidos. El 1 de octubre de 1994, después de cinco décadas de administración de los EE. UU., El país de Palau se convirtió en el último componente del Territorio en Fideicomiso de las Islas del Pacífico para obtener su independencia. En 1978, Palau decidió no unirse a los Estados Federados de Micronesia, debido a las diferencias de cultura e idioma, y en su lugar buscó la independencia. En 1986, se aprobó un Compacto de Asociación Libre entre Palau y los Estados Unidos, allanando el camino para la independencia de Palau. Finalmente ratificado en 1993, el acuerdo entró en vigor el 1 de octubre de 1994., La fecha de la independencia de palau. Bajo el Acuerdo, EE.UU. sigue siendo responsables de la defensa de Palau durante 50 años, pero solo un pequeño número de Seabees de la Armada están actualmente estacionados en Palaos.
En junio de 2009, el presidente de Palau Johnson Toribiong aceptó "reasentar temporalmente" "hasta diecisiete" no-combatientes cautivos uigures en Guantánamo, a petición de los Estados Unidos.
En una entrevista en 2009 con ABC Radio Australia, la ministra de Estado de Palau Sandra Pierantozzi admitió que [su] Gobierno apoya  el embargo de Estados Unidos contra Cuba para persuadir más ayuda de los Estados Unidos ". Ella le dijo a James Oaten de Radio Australia: "Tenemos una relación muy fuerte con Estados Unidos y no queremos poner en peligro esa relación, ya que afectaría el bienestar económico de Palau".
Sin embargo, en 2015, Palau votó a favor de condenar el embargo de Estados Unidos sobre Cuba. La moción en las Naciones Unidas fue apoyada por 191 Estados miembros, con dos votos en contra (Estados Unidos e Israel) y ningún país se abstuvo.

## Funcionarios principales en la embajada de Palau
- Embajador--Hersey Kyota[8]